# Stade de Genève
Stade de Genève, známý také jako Stade de la Praille,  je fotbalový stadion ve švýcarském kantonu Ženeva, který se nachází v městě Lancy ve čtvrti La Praille, v těsné blízkosti Ženevy. Je domovským stadionem klubu Servette Ženeva, hrajícího nejvyšší švýcarskou fotbalovou soutěž, Superligu.
Stadion hostil zápasy skupiny A Mistrovství Evropy ve fotbale 2008 a stal se spoludějištěm 
Mistrovství Evropy ve fotbale žen 2025.

## Historie
Stadion byl slavnostně otevřen 16. března 2003 zápasem mezi Servette a BSC Young Boys (1:1) před 30 000 diváky. Oficiální otevření proběhlo 30. dubna 2003 mezinárodním zápasem mezi Švýcarskem a Itálií, který Švýcaři prohráli 2:1.
Stadion hostil tři zápasy mistrovství Evropy ve fotbale v roce 2008 včetně dvou duelů české reprezentace.
Stadion také hostil 11. ledna 2014 hokejové utkání. V rámci takzvaného NLA Winter Classic proti sobě před 30 000 diváky pod širým nebem nastoupily týmy Genève-Servette HC a HC Lausanne. Stadion byl využíván také pro zápasy ragby. V sezóně 2006/07 se v Lancy odehrál zápas Heineken Cupu mezi francouzským CS Bourgoin-Jallieu a irským Munster Rugby (27:30).
Dne 31. července 2019 se zde odehrál zápas mezi Liverpool FC a Olympique Lyon.

## Popis
Stadion má 30 084 míst k sezení, včetně 29 lóží pro 10 až 40 osob, a je domovským stadionem superligového klubu Servette FC, který dříve hrával na stadionu Stade des Charmilles. V novinářské lóži je k dispozici 200 míst pro novináře. VIP zóna je vybavena 1228 Business sedadly.